# 剑桥大学圣埃德蒙学院
剑桥大学圣埃德蒙学院 是剑桥大学的一个学院。